# NGC 3611
NGC 3611 је спирална галаксија у сазвежђу Лав која се налази на NGC листи објеката дубоког неба.
Деклинација објекта је + 4° 33' 19" а ректасцензија 11h 17m 30,1s. Привидна величина (магнитуда) објекта NGC 3611 износи 11,9 а фотографска магнитуда 12,8. Налази се на удаљености од 33,300 милиона парсека од Сунца. NGC 3611 је још познат и под ознакама NGC 3604, UGC 6305, MCG 1-29-26, CGCG 39-103, Todd 1, IRAS 11149+0449, PGC 34478.